# فهرست فیلم‌هایی که بهترین محسوب می‌شوند

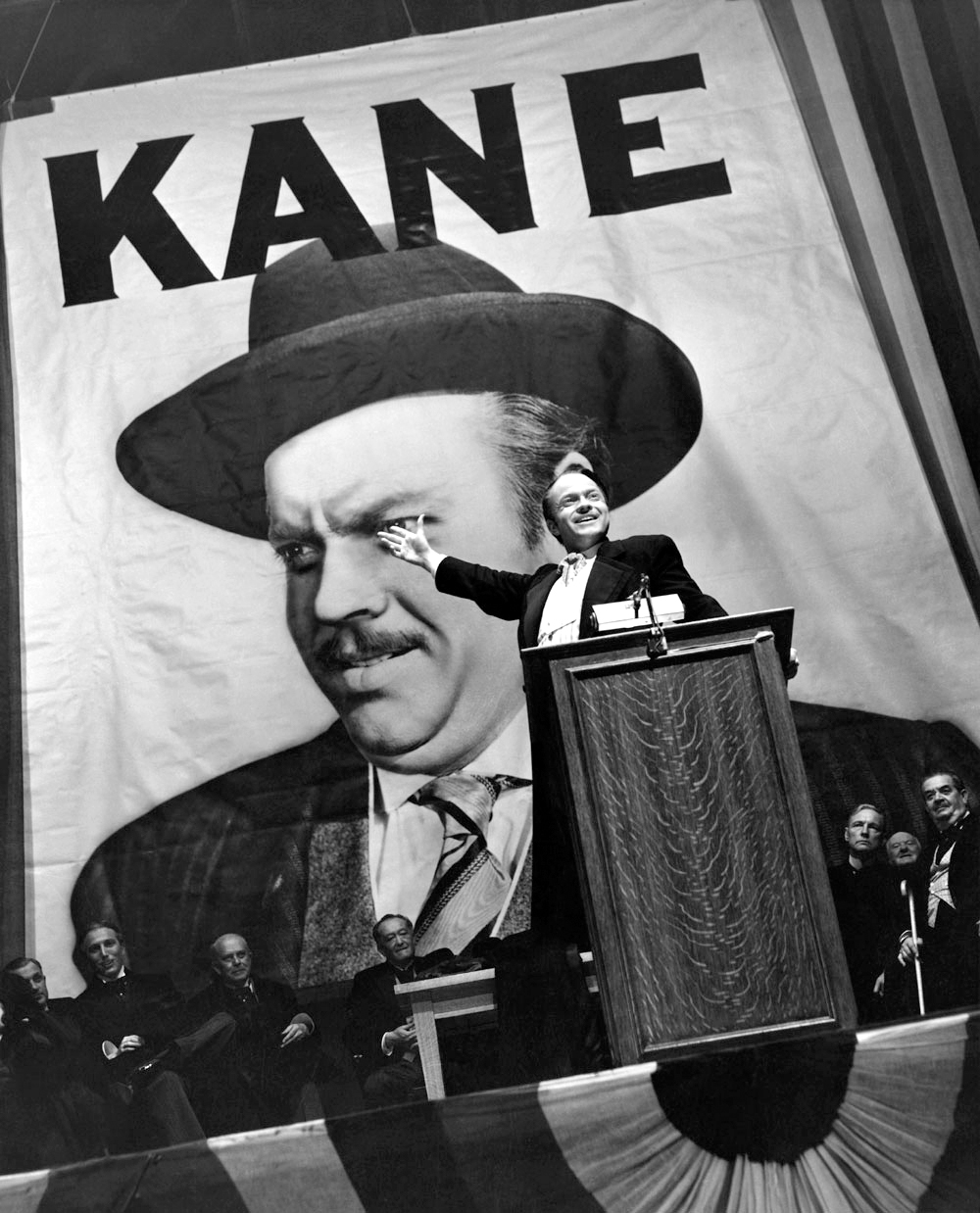
اورسن ولز کارگردان و بازیگر شهروند کین (1941) اغلب نظرسنجی ها آن را به عنوان بهترین فیلم می انگارند

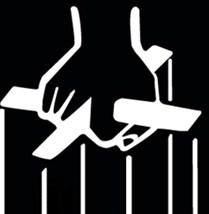
پدرخوانده 1972 بالاترین فیلم از نظر تعداد بسیار زیاد نظرسنجی ها است.

این فهرستی است از فیلم‌هایی که در رأی‌گیری‌های ملّی یا بین‌المللی برترین انگاشته شده‌اند.

## اهالی سینما

### سایت اند ساوند
مجلّهٔ سایت اند ساوند هر ده سال یک رأی‌گیری دارد برای برگزیدن بهترین فیلم تاریخ سینما.

## گونه‌ها

### اکشن
- مکس دیوانه ۲ (۱۹۸۱) – رأی‌گیری رولینگ استون، ۲۰۱۵
- جان‌سخت (۱۹۸۸) – رأی‌گیری تایم آوت، ۲۰۱۴

### انیمیشن
- پینوکیو (۱۹۴۰) – رأی‌گیری تایم آوت، ۲۰۱۴

### کمدی
- بعضی‌ها داغشو دوست دارن (۱۹۵۹) – رأی‌گیری بی‌بی‌سی، ۲۰۱۷

### مستند
- مردی با دوربین فیلم‌برداری (۱۹۲۹) – رأی‌گیری سایت اند ساوند، ۲۰۱۴

### رمانتیک
- برخورد کوتاه (۱۹۴۵) – رأی‌گیری تایم آوت، ۲۰۱۳
- تایتانیک (۱۹۹۷) – رأی‌گیری چاینا دیلی، ۲۰۰۸

### وسترن
- دلیجان (۱۹۳۹) – رأی‌گیری نیکل اودئون، ۱۹۹۶

## رأی‌گیری‌های سینمایی بهترین فیلم‌های ملل

برباد رفته (1939) از نظر بعضی نظرسنجی مخاطبان ایالات متحده بهترین فیلم است

### استرالیا
- پیک‌نیک در هنگینگ راک (۱۹۷۵) – رأی‌گیری NFSA در ۱۹۹۶

### ایالات متّحده امریکا
- پدرخوانده (۱۹۷۲) – رأی‌گیری هالیوود ریپورتر، ۲۰۱۴
- بر باد رفته (1939)[۱]

### ایران
- باشو، غریبه‌ی کوچک (۱۹۸۶) – رأی‌گیری دنیای تصویر، ۱۹۹۹
- گوزنها (۱۹۷۴) – رأی‌گیری فیلم، ۲۰۱۹
- کلوزآپ (فیلم) (1990) سایت اند ساند 2012

### ژاپن
- داستان توکیو (۱۹۵۳) – رأی‌گیری کینما جونپو، ۲۰۰۹

### نروژ
- نه زندگی (۱۹۵۷) – رأی‌گیری ۲۰۰۵ ناقدان جشنوارهٔ برگن

### ونزوئلا
- ماهی که دود می‌کند (۱۹۷۷) – رأی‌گیری سینماتک ملّی ونزوئلا، ۲۰۱۶